# Rafael Izquierdo y Jáuregui

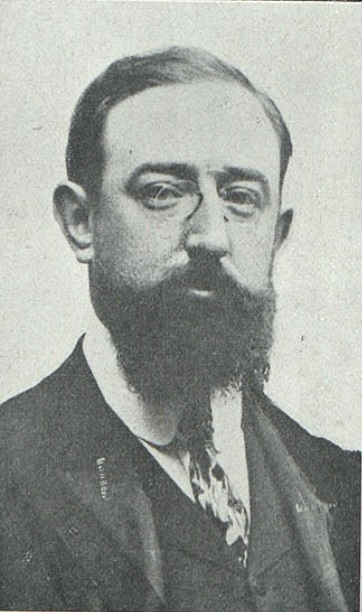
Fotografiado por Kaulak

Rafael Izquierdo y Jáuregui (Castrillo de la Reina, Burgos, 1873-Madrid, 10 de mayo de 1911) fue un ingeniero español. 

## Biografía
Es el autor del Canal de riego de la Izquierda del Ebro en el Bajo Ebro (Cataluña), inaugurado el 5 de mayo de 1912 por Alfonso XIII. Existe todavía hoy una placa conmemorativa en su recuerdo en la ciudad de Tortosa, en la salida sur del canal, cerca de la estación del ferrocarril de la ciudad.
Contrajo matrimonio con María Luisa Fernández López.

## Obras
- "Riegos del Delta del Ebro". Revista de Obras Públicas, Madrid, nº 59 (1911), pp. 246-48